# Didinga
Didinga.- Pleme Istočnosudanskih crnaca, uže grupe Didinga-Murle, nastanjeni (njih oko 60,000)  u području planina Didinga, na platou od oko 2,000 m. nad morem. Glavna naselja ovog sjedilačkog naroda su Chukudum, Nagishot, New Kush-Heiman, Laura i Natinga. Didinge su pastirski i agrikulturan narod koji se bavi uzgojem kukuruza, ječma, graha, pšenice i duhana. 
Od njihovih običaja treba spomenuti veoma značajnu ceremoniju inicijacije omladine, takozvani (nameto), koji se održava svake treće godine kojim se inicijanti uvoderu svijet odraslih, a mladići dobivaju svoj prvi temedik (ukras za glavu)
Prema tradiciji svoj dom Didinge su naselili negdje u 16. stoljeću, a dio su grupe što je migrirala iz područja jezera Turkana, pa vjeruju da im je porijeklo iz Etiopije.
U plemenu postoji podjela na dvije polovice, istočni Didinga koji se sastoje od  Bokorora, Laudo i Marukoiyan; i zapadnih: s Patalado, Thuguro, Kademakuch, Lakorechoke i Lomongle. Klan je egtzogaman. Središnje organizacije nema, osim nasljednog poglavice i kišnog-poglavice koji skrbi i o plemenu Boya.
Susjedi su im na Boya na sjeveru, Toposa na istoku, Dodoth na jugu, Dongotono na jugozapadu i Lopit na zapadu. U osobitom su prijateljstvu s Boyama, s kojima se ponekad i žene. 